# Wechselbiegung
Wechselbiegung ist die Belastung eines – vornehmlich metallischen – Bauteils durch eine Biegekraft, deren Wirkrichtung sich periodisch um 180° umkehrt, so dass das Bauteil abwechselnd in entgegengesetzten Richtungen elastisch biegeverformt wird. Eine zyklisch hin- und hergehende Biegebelastung bezeichnet man als Lastspiel.
Infolge der wechselnden Biegebeanspruchung des Bauteils bauen sich – ausgehend von seiner Mittelebene – Spannungen auf, die an den beiden einander gegenüberliegenden Oberflächen ihr Maximum erreichen. Hierbei findet ein ständiger Wechsel von Zug- und Druckspannung statt.
Konstruktiv sind zwei Fälle zu unterscheiden:
- die in ihrer Wirkrichtung diametral wechselnde Biegekraft kann auf das freie Ende eines Bauteils wirken, das – nach Art eines Kragträgers – einseitig eingespannt ist. Hierbei baut sich die maximale Zugspannung jeweils an der von der Biegekraft beaufschlagten Bauteiloberfläche auf, während die maximale Druckspannung jeweils an der gegenüberliegenden, nicht biegekraftbeaufschlagten Bauteiloberfläche entsteht.
- Ist dagegen das Bauteil an beiden Enden gelagert und wirkt die hin- und hergehende Biegekraft zwischen den beiden Lagerstellen auf das Bauteil, so ergeben sich umgekehrte Spannungsverhältnisse: maximale Druckspannung an der von der Biegekraft  beaufschlagten Bauteiloberfläche, maximale Zugspannung an der gegenüberliegenden, nicht biegekraftbeaufschlagten Bauteiloberfläche.

## Beispiel
Eine Brückenkonstruktion mit horizontalen Trägern, die durch hohes Verkehrsaufkommen in vertikale Schwingungen geraten.
Durch die sich im Rhythmus der Lastspiele ständig umkehrenden Spannungsverhältnisse, insbesondere durch die jeweiligen Zugspannungen, kann es an den Oberflächen des Bauteils zu Einkerbungen, Rissen und dergleichen kommen, die im Verlauf der Wechselbiegebelastung schließlich zum (vorzeitigen) Bruch des Bauteils führen. Hierbei hängt der Zeitpunkt des Bruchs zum einen von der Höhe der Biegekraft und dem sich daraus ergebenden Ausmaß der wechselnden elastischen Durchbiegung des Bauteils und zum anderen von der Anzahl der aufeinanderfolgenden Lastspiele ab. Diese Abhängigkeit des Bruchverhaltens lässt sich durch eine Wöhlerkurve grafisch darstellen und veranschaulichen. Hierbei zeigt ein konkav gekrümmter erster (linker) Kurvenast (die so genannte Zeitfestigkeit), dass die Lastspielzahl bis zum Bruch umso kleiner sein wird, je höher die durch die Biegekraft im Bauteilmaterial erzeugte Spannung ist. Mit abnehmender Belastung (Spannung) geht die Wöhlerkurve schließlich etwa tangential in einen sich rechts anschließenden zweiten Kurvenast über, der einen geradlinig horizontalen Verlauf aufweist. Diesen geradlinig horizontalen Kurvenast bezeichnet man als Dauerfestigkeit. In diesem vergleichsweise niedrigen Belastungs- bzw. Spannungsbereich sind Lastspielzahlen von vielen Millionen möglich, ehe es zum Bruch des Bauteils kommt.
Wechselbiegung kann bei entsprechend starker Biegebelastung und hoher Biegefrequenz (Anzahl der Lastspiele pro Zeitspanne) im Zusammenwirken mit einem Korrosionsmedium das Auftreten von Schwingungsrisskorrosion bewirken. Diese führt zu (weiteren) Verringerungen von Bruchspannung und Bruchlastspielzahl.